# Wolfgang Lex
Wolfgang Lex (* 23. Oktober 1946 in Bächingen) ist ein ehemaliger deutscher Fußballspieler. Er spielte in seiner Karriere als Aktiver von TSV 1860 München insgesamt 30 Mal in der Bundesliga. Zusätzlich spielte er mit Hannover 96 und dem BSV Schwenningen 51 Mal in der 2. Fußball-Bundesliga sowie von 1970 bis 1974 99 Mal mit 1860 München in der Fußball-Regionalliga Süd.

## Karriere
Wolfgang Lex spielte als Profi für die Vereine TSV 1860 München, Hannover 96 und BSV Schwenningen. Der Amateurspieler des FC Gundelfingen kam zur Runde 1967/68 zu den „Löwen“ nach München. Weitere Neuzugänge der Mannschaft von Trainer Albert Sing waren Hans-Günther Kroth und Max Reichenberger. Sein Debüt in der Fußball-Bundesliga feierte Lex am 16. März 1968 bei dem 6:0-Heimerfolg gegen Alemannia Aachen. Er absolvierte an der Seite der Leistungsträger Petar Radenković, Manfred Wagner, Wilfried Kohlars und Željko Perušić insgesamt vier Rundenspiele und 1860 belegte den 12. Platz. In seiner zweiten „Löwen“-Saison, 1968/69, kam er aber zu keinem weiteren Einsatz. Als Lex im dritten Jahr, 1969/70, mit 26 Ligaspielen und zwei Toren den Durchbruch zum Stammspieler – an der Seite von Radenkovic, Horst Blankenburg, Rudolf Zeiser, Klaus Fischer – schaffte, stieg der Meister des Jahres 1966 als 17. aus der Bundesliga ab. In dieser Runde hatte Franz Binder vergeblich Trainer Fritz Langner am 13. November 1969 abgelöst. Das letzte Bundesligaspiel bestritt der Abwehrspieler am 3. Mai 1970 beim 0:0-Heimremis gegen Rot-Weiss Essen.
Lex blieb auch nach dem Absturz in die Zweitklassigkeit beim TSV 1860 München und spielte von 1970 bis 1974 mit den „Löwen“ in der Fußball-Regionalliga Süd. Unter Trainer Hans Tilkowski gehörte er in den Runden 1970/71 (4. Platz) und 1971/72 (3. Platz) der Stammbesetzung an. Auch noch unter Trainer Elek Schwartz kam er 1972/73 auf 25 Ligaeinsätze als 1860 München wiederum den dritten Platz belegte. Im letzten Jahr der alten Regionalliga-Zweitklassigkeit, 1973/74, gehörte er aber unter Trainer Rudi Gutendorf nicht mehr zum engen Kader der Stammbesetzung und wechselte deshalb im Sommer 1974 – jetzt stellte die neu geschaffene 2. Bundesliga in zwei Staffeln den Unterbau der Bundesliga dar –, zu Hannover 96 in die 2. Liga Nord.
Er feierte mit den „Roten“ von der Leine die Meisterschaft in der 2. Fußball-Bundesliga 1974/75 und damit den Aufstieg in die Fußball-Bundesliga. In 25 Einsätzen hatte er als Abwehrspieler zwei Tore erzielt. In der Bundesligarunde 1975/76 kam er aber zu keinem Einsatz und wechselte in den Schwarzwald zum Zweitligaaufsteiger BSV Schwenningen. Es kamen weitere 26 Ligaeinsätze in der Saison 1976/77 hinzu, der BSV stieg aber chancenlos als 20. in das Amateurlager ab.

## Sonstiges
Wolfgang Lex ist gelernter Industriemechaniker. Nach seiner Karriere arbeitete er ab 1978 als REFA-Fachmann bei der GWF Mengele GmbH in Günzburg.